# Pristimera sclerophylla
Pristimera sclerophylla är en benvedsväxtart som beskrevs av Lombardi. Pristimera sclerophylla ingår i släktet Pristimera och familjen Celastraceae. Inga underarter finns listade.